# Clasificación para la Copa Mundial de Fútbol de 1962
Para las rondas de clasificación para la Copa Mundial de Fútbol de 1962 participaron un total de 56 selecciones nacionales, compitiendo por 14 puestos en la fase final. Chile (como el organizador) y Brasil (como el campeón del anterior mundial) se calificaron automáticamente.
Los restantes 54 equipos fueron divididos en 5 zonas, de acuerdo a consideraciones geográficas, de la siguiente manera:
- Europa: 8+2 (0,5) lugares, disputados por 30 equipos (Incluyendo Israel y Etiopía).
- Sudamérica: 3,5 lugares, disputados por 7 equipos.
- Norteamérica, Centroamérica y el Caribe: 0,5 lugares, disputados por 8 equipos.
- Asia: 0,5 lugares, disputados por 3 equipos.
- África: 0,5 lugares, disputados por 6 equipos.

## Europa

### Grupo 1
| # | País    | J | G | E | P | GF | GC | GD | Pts |
| - | ------- | - | - | - | - | -- | -- | -- | --- |
| 1 | Suiza   | 4 | 3 | 0 | 1 | 9  | 9  | 0  | 6   |
| 2 | Suecia  | 4 | 3 | 0 | 1 | 10 | 3  | +7 | 6   |
| 3 | Bélgica | 4 | 0 | 0 | 4 | 3  | 10 | −7 | 0   |

| 19 de octubre de 1960 | Suecia                    | 2–0     | Bélgica | Estocolmo, Suecia   |                     |
|                       | Börjesson 53' · Brodd 74' | Reporte |         | Árbitro(s): Wharton | Árbitro(s): Wharton |

| 20 de noviembre de 1960 | Bélgica                      | 2–4     | Suiza                               | Bruselas, Bélgica   |                     |
|                         | Van Himst 24' · Paeschen 80' | Reporte | Antenen 21' 48' 78' · Schneiter 44' | Árbitro(s): Seipelt | Árbitro(s): Seipelt |

| 20 de mayo de 1961 | Suiza           | 2–1     | Bélgica      | Lausana, Suiza     |                    |
|                    | Ballaman 8' 16' | Reporte | Claessen 83' | Árbitro(s): Dorogi | Árbitro(s): Dorogi |

| 28 de mayo de 1961 | Suecia                                         | 4–0     | Suiza | Estocolmo, Suecia  |                    |
|                    | Jonsson 8' · Börjesson 15' 75' · Simonsson 70' | Reporte |       | Árbitro(s): Scares | Árbitro(s): Scares |

| 4 de octubre de 1961 | Bélgica | 0–2     | Suecia        | Bruselas, Bélgica  |                    |
|                      |         | Reporte | Brodd 70' 78' | Árbitro(s): Guerra | Árbitro(s): Guerra |

| 29 de octubre de 1961 | Suiza                                    | 3–2     | Suecia                   | Berna, Suiza      |                   |
|                       | Antenen 8' · Wüthrich 68' · Eschmann 81' | Reporte | Simonsson 2' · Brodd 79' | Árbitro(s): Aston | Árbitro(s): Aston |

Como Suecia y Suiza terminaron empatados en puntos, se jugó un partido de desempate en sede neutral para definir al clasificado.
| 12 de noviembre de 1961 | Suiza                       | 2–1     | Suecia    | Berlín Occidental, Alemania Occidental |                   |
|                         | Schneiter 65' · Antenen 76' | Reporte | Brodd 20' | Árbitro(s): Dusch                      | Árbitro(s): Dusch |

| Suiza |
| Suiza |

### Grupo 2
| # | País      | J | G | E | P | GF | GC | GD | Pts |
| - | --------- | - | - | - | - | -- | -- | -- | --- |
| 1 | Bulgaria  | 4 | 3 | 0 | 1 | 6  | 4  | +2 | 6   |
| 2 | Francia   | 4 | 3 | 0 | 1 | 10 | 3  | +7 | 6   |
| 3 | Finlandia | 4 | 0 | 0 | 4 | 3  | 12 | −9 | 0   |

| 25 de septiembre de 1960 | Finlandia          | 1–2     | Francia                    | Helsinki, Finlandia |                   |
|                          | Pahlman 36' (pen.) | Reporte | Wisnieski 63' · Ujlaki 83' | Árbitro(s): Malka   | Árbitro(s): Malka |

| 11 de diciembre de 1960 | Francia                                 | 3–0     | Bulgaria | Colombes, Francia   |                     |
|                         | Wisnieski 48' · Marcel 58' · Cossou 80' | Reporte |          | Árbitro(s): Bonetto | Árbitro(s): Bonetto |

| 16 de junio de 1961 | Finlandia | 0–2     | Bulgaria                     | Helsinki, Finlandia  |                      |
|                     |           | Reporte | Iliev 33' · Kolev 75' (pen.) | Árbitro(s): Latyshev | Árbitro(s): Latyshev |

| 28 de septiembre de 1961 | Francia                                                    | 5–1     | Finlandia   | París, Francia     |                    |
|                          | Faivre 6' 41' · Wisnieski 12' · Piantoni 79' · Schultz 86' | Reporte | Pahlman 44' | Árbitro(s): Dienst | Árbitro(s): Dienst |

| 29 de octubre de 1961 | Bulgaria                               | 3–1     | Finlandia       | Sofía, Bulgaria   |                   |
|                       | Yakimov 28' · Diev 34' · Velichkov 86' | Reporte | Pietiläinen 10' | Árbitro(s): Baçar | Árbitro(s): Baçar |

| 12 de noviembre de 1961 | Bulgaria  | 1–0     | Francia | Sofía, Bulgaria  |                  |
|                         | Iliev 89' | Reporte |         | Árbitro(s): Fend | Árbitro(s): Fend |

Como Bulgaria y Francia terminaron empatados en puntos, se jugó un partido de desempate en sede neutral para definir al clasificado.
| 16 de diciembre de 1961 | Bulgaria    | 1–0     | Francia | Milán, Italia        |                      |
|                         | Yakimov 47' | Reporte |         | Árbitro(s): Lo Bello | Árbitro(s): Lo Bello |

| Bandera de Bulgaria |
| Bulgaria            |

### Grupo 3
| # | País              | J | G | E | P | GF | GC | GD | Pts |
| - | ----------------- | - | - | - | - | -- | -- | -- | --- |
| 1 | Alemania Federal  | 4 | 4 | 0 | 0 | 11 | 5  | +6 | 8   |
| 2 | Irlanda del Norte | 4 | 1 | 0 | 3 | 7  | 8  | −1 | 2   |
| 3 | Grecia            | 4 | 1 | 0 | 3 | 3  | 8  | −5 | 2   |

| 26 de octubre de 1960 | Irlanda del Norte   | 3–4     | Alemania Federal                        | Belfast, Irlanda del Norte |                  |
|                       | McAdams 27' 51' 90' | Reporte | Brülls 7' · Seeler 53' · Dörfel 55' 79' | Árbitro(s): Horn           | Árbitro(s): Horn |

| 20 de noviembre de 1960 | Grecia | 0–3     | Alemania Federal                    | Atenas, Grecia      |                     |
|                         |        | Reporte | Dörfel 8' · Brülls 31' · Haller 42' | Árbitro(s): Ehrlich | Árbitro(s): Ehrlich |

| 3 de mayo de 1961 | Grecia               | 2–1     | Irlanda del Norte | Atenas, Grecia       |                      |
|                   | Papaemmanouil 8' 64' | Reporte | McIlroy 81'       | Árbitro(s): Priesner | Árbitro(s): Priesner |

| 10 de mayo de 1961 | Alemania Federal      | 2–1     | Irlanda del Norte | Berlín Occidental, Alemania Occidental |                      |
|                    | Kreß 29' · Brülls 58' | Reporte | McIlroy 69'       | Árbitro(s): Lindberg                   | Árbitro(s): Lindberg |

| 17 de octubre de 1961 | Irlanda del Norte  | 2–0     | Grecia | Belfast, Irlanda del Norte |                     |
|                       | McLaughlin 28' 57' | Reporte |        | Árbitro(s): Bonetto        | Árbitro(s): Bonetto |

| 22 de octubre de 1961 | Alemania Federal | 2–1     | Grecia            | Augsburgo, Alemania Occidental |                    |
|                       | Seeler 5' 27'    | Reporte | Papaemmanouil 59' | Árbitro(s): Nilsen             | Árbitro(s): Nilsen |

| Border      |
| Alemania RF |

### Grupo 4
| # | País                 | J | G | E | P | GF | GC | GD | Pts |
| - | -------------------- | - | - | - | - | -- | -- | -- | --- |
| 1 | Hungría              | 4 | 3 | 1 | 0 | 11 | 5  | +6 | 7   |
| 2 | Países Bajos         | 3 | 0 | 2 | 1 | 4  | 7  | −3 | 2   |
| 3 | Alemania Democrática | 3 | 0 | 1 | 2 | 3  | 6  | −3 | 1   |

|  | Hungría                 | 2–0     | Alemania Democrática | Budapest, Hungría |                   |
|  | Albert 12' · Göröcs 52' | Reporte |                      | Árbitro(s): Takov | Árbitro(s): Takov |

| 30 de abril de 1961 | Países Bajos | 0–3     | Hungría                               | Róterdam, Países Bajos |                      |
|                     |              | Reporte | Fenyvesi 22' · Sándor 24' · Tichy 36' | Árbitro(s): Kingston   | Árbitro(s): Kingston |

| 14 de mayo de 1961 | Alemania Democrática | 1–1     | Países Bajos | Leipzig, Alemania Oriental |                       |
|                    | Erler 79'            | Reporte | Groot 63'    | Árbitro(s): Jörgensen      | Árbitro(s): Jörgensen |

| 10 de septiembre de 1961 | Alemania Democrática     | 2–3     | Hungría                               | Berlín Oriental, Alemania Oriental |                      |
|                          | Erler 53' · P. Ducke 87' | Reporte | Solymosi 43' · Sándor 75' · Tichy 78' | Árbitro(s): Lukianov               | Árbitro(s): Lukianov |

| 1 de octubre de 1961 | Países Bajos | No jugado | Alemania Democrática | La Haya, Países Bajos |  |
| |              |           |                      | Árbitro(s): Kingston  |  |
| El partido Países Bajos vs. Alemania Democrática no se pudo jugar, ya que debido a problemas de visado, a los jugadores de Alemania Democrática no se les permitió entrar al país. Como Hungría ya estaba clasificada con tres victorias, no se fijó ninguna otra fecha. |              |           |                      |                       |  |

| 22 de octubre de 1961 | Hungría                                | 3–3     | Países Bajos                     | Budapest, Hungría    |                      |
|                       | Göröcs 19' · Monostori 21' · Tichy 80' | Reporte | Van de Linden 8' 14' · Groot 56' | Árbitro(s): Phillips | Árbitro(s): Phillips |

| Bandera de Hungría |
| Hungría            |

### Grupo 5
| # | País            | J | G | E | P | GF | GC | GD | Pts |
| - | --------------- | - | - | - | - | -- | -- | -- | --- |
| 1 | Unión Soviética | 4 | 4 | 0 | 0 | 11 | 3  | +8 | 8   |
| 2 | Turquía         | 4 | 2 | 0 | 2 | 4  | 4  | 0  | 4   |
| 3 | Noruega         | 4 | 0 | 0 | 4 | 3  | 11 | −8 | 0   |

| 1 de junio de 1961 | Noruega | 0–1     | Turquía   | Oslo, Noruega      |                    |
|                    |         | Reporte | Oktay 16' | Árbitro(s): Hansen | Árbitro(s): Hansen |

| 18 de junio de 1961 | Unión Soviética | 1–0     | Turquía | Moscú, Unión Soviética |                        |
|                     | Voronin 20'     | Reporte |         | Árbitro(s): Hirviniemi | Árbitro(s): Hirviniemi |

| 1 de julio de 1961 | Unión Soviética                                               | 5–2     | Noruega                    | Moscú, Unión Soviética |                   |
|                    | Metreveli 14' · Ponedelnik 26' · Bubukin 32' 66' · Meskhi 53' | Reporte | Borgen 64' · E. Hansen 87' | Árbitro(s): Kowal      | Árbitro(s): Kowal |

| 23 de agosto de 1961 | Noruega                                     | 0–3     | Unión Soviética | Oslo, Noruega       |                     |
|                      | Ponedelnik 48' · Meskhi 49' · Metreveli 76' | Reporte |                 | Árbitro(s): Meighan | Árbitro(s): Meighan |

| 29 de octubre de 1961 | Turquía                | 2–1     | Noruega    | Estambul, Turquía |                  |
|                       | Yelken 60' · Oktay 72' | Reporte | Jensen 59' | Árbitro(s): Popa  | Árbitro(s): Popa |

| 12 de noviembre de 1961 | Turquía   | 1–2     | Unión Soviética           | Estambul, Turquía  |                    |
|                         | Oktay 78' | Reporte | Gusarov 12' · Mamykin 18' | Árbitro(s): Verner | Árbitro(s): Verner |

| Bandera de la Unión Soviética |
| Unión Soviética               |

### Grupo 6
| # | País       | J | G | E | P | GF | GC | GD  | Pts |
| - | ---------- | - | - | - | - | -- | -- | --- | --- |
| 1 | Inglaterra | 4 | 3 | 1 | 0 | 16 | 2  | +14 | 7   |
| 2 | Portugal   | 4 | 1 | 1 | 2 | 9  | 7  | +2  | 3   |
| 3 | Luxemburgo | 4 | 1 | 0 | 3 | 5  | 21 | −16 | 2   |

| 19 de octubre de 1960 | Luxemburgo | 0–9     | Inglaterra                                                            | Luxemburgo, Luxemburgo |                     |
|                       |            | Reporte | Charlton 3' 7' 66' · Greaves 16' 83' 85' · Smith 22' 46' · Haynes 61' | Árbitro(s): Martens    | Árbitro(s): Martens |

| 19 de marzo de 1961 | Portugal                                                        | 6–0     | Luxemburgo | Lisboa, Portugal   |                    |
|                     | Águas 32' · Yaúca 49' 53' 61' · Brosius 83' (a.g.) · Coluna 85' | Reporte |            | Árbitro(s): Mellet | Árbitro(s): Mellet |

| 21 de mayo de 1961 | Portugal  | 1–1     | Inglaterra  | Lisboa, Portugal    |                     |
|                    | Águas 59' | Reporte | Flowers 82' | Árbitro(s): Bonetto | Árbitro(s): Bonetto |

| 28 de septiembre de 1961 | Inglaterra                                   | 4–1     | Luxemburgo | Londres, Inglaterra |                    |
|                          | Pointer 35' · Viollet 37' · Charlton 45' 76' | Reporte | Dimmer 69' | Árbitro(s): Versyp  | Árbitro(s): Versyp |

| 8 de octubre de 1961 | Luxemburgo                           | 4–2     | Portugal                | Luxemburgo, Luxemburgo  |                         |
|                      | Schmit 27' 53' 56' · N. Hoffmann 84' | Reporte | Eusébio 84' · Yaúca 89' | Árbitro(s): Tschenscher | Árbitro(s): Tschenscher |

| 25 de octubre de 1961 | Inglaterra               | 2–0     | Portugal | Londres, Inglaterra |                  |
|                       | Connelly 5' · Pointer 9' | Reporte |          | Árbitro(s): Bois    | Árbitro(s): Bois |

| Inglaterra |
| Inglaterra |

### Grupo 7
|  | Cuartos de final           | Cuartos de final           | Cuartos de final           |   |   | Semifinales            | Semifinales            | Semifinales            |  |  | Final                                | Final                                | Final                                |
|  | 13-27 de noviembre de 1960 | 13-27 de noviembre de 1960 | 13-27 de noviembre de 1960 |   |   | 14-19 de marzo de 1961 | 14-19 de marzo de 1961 | 14-19 de marzo de 1961 |  |  | 15 de octubre-4 de noviembre de 1961 | 15 de octubre-4 de noviembre de 1961 | 15 de octubre-4 de noviembre de 1961 |
|  |                            |                            |                            |   |   |                        |                        |                        |  |  |                                      |                                      |                                      |
|  |                            |                            |                            |   |   |                        |                        |                        |  |  |                                      |                                      |                                      |
|  |                            |                            |                            |   |   |                        |                        |                        |  |  |                                      |                                      |                                      |
|  |                            | Italia                     |                            |   |   |                        |                        |                        |  |  |                                      |                                      |                                      |
|  |                            |                            |                            |   |   |                        |                        |                        |  |  |                                      |                                      |                                      |
|  |                            | Rumania                    | w.o.                       |   |   |                        |                        |                        |  |  |                                      |                                      |                                      |
|  |                            | Rumania                    | w.o.                       |   |   |                        |                        |                        |  |  |                                      |                                      |                                      |
|  |                            |                            |                            |   |   |                        |                        |                        |  |  |                                      |                                      |                                      |
|  |                            |                            |                            |   |   |                        |                        |                        |  |  |                                      |                                      |                                      |
|  |                            |                            |                            |   |   |                        |                        |                        |  |  | Italia                               | 4                                    | 6                                    |
|  |                            |                            | Israel                     | 2 | 0 |                        |                        |                        |  |  |                                      |                                      |                                      |
|  |                            |                            |                            |   |   |                        |                        |                        |  |  |                                      |                                      |                                      |
|  |                            |                            |                            |   |   |                        |                        |                        |  |  |                                      |                                      |                                      |
|  |                            | Etiopía                    | 0                          | 2 |   |                        |                        |                        |  |  |                                      |                                      |                                      |
|  |                            |                            |                            | 2 |   |                        |                        |                        |  |  |                                      |                                      |                                      |
|  |                            | Israel                     | 1                          | 3 |   |                        |                        |                        |  |  |                                      |                                      |                                      |
|  | Israel                     | Israel                     | 1                          | 3 | 1 | 6                      |                        |                        |  |  |                                      |                                      |                                      |
|  | Israel                     |                            |                            |   | 1 | 6                      |                        |                        |  |  |                                      |                                      |                                      |
|  | Chipre                     | 1                          | 1                          |   |   |                        |                        |                        |  |  |                                      |                                      |                                      |

#### Primera fase

##### Llave 1
Rumania se retiró, por lo que Italia pasó a la fase final.

##### Llave 2
| 13 de noviembre de 1960 | Chipre      | 1–1     | Israel     | Nicosia, Chipre   |                   |
|                         | Shialis 29' | Reporte | Kofman 31' | Árbitro(s): Bajić | Árbitro(s): Bajić |

| 27 de noviembre de 1960 | Israel                                           | 6–1 (Global 7-2) | Chipre             | Tel-Aviv, Israel  |                   |
|                         | Levi 14' 30' 66' · Stelmach 61' 88' · Nahari 34' | Reporte          | Shialis 89' (pen.) | Árbitro(s): Bajić | Árbitro(s): Bajić |

#### Segunda fase
| 14 de marzo de 1961 | Israel     | 1–0 | Etiopía | Tel-Aviv, Israel  |                   |
|                     | Glazer 69' |     |         | Árbitro(s): Zsolt | Árbitro(s): Zsolt |

| 19 de marzo de 1961 | Israel                        | 3–2 (Global 4-2) | Etiopía                | Haifa, Israel    |                  |
|                     | Glazer 27' 77' · Stelmach 59' | Report Reporte]  | Awad 31' · Vassalo 64' | Árbitro(s): Pósa | Árbitro(s): Pósa |

#### Fase final
| 15 de octubre de 1961 | Israel                   | 2–4     | Italia                                             | Tel-Aviv, Israel  |                   |
|                       | Stelmach 15' · Young 38' | Reporte | Lojacono 53' (pen.) · Altafini 79' · Corso 87' 90' | Árbitro(s): Takow | Árbitro(s): Takow |

| 4 de noviembre de 1961 | Italia                                             | 6–0 (Global 10-2) | Israel | Turín, Italia             |                           |
|                        | Sivori 16' 52' 65' 88' · Corso 59' · Angelillo 69' | Reporte           |        | Árbitro(s): Asensi Martin | Árbitro(s): Asensi Martin |

| Italia |
| Italia |

### Grupo 8
| # | País           | J | G | E | P | GF | GC | GD  | Pts |
| - | -------------- | - | - | - | - | -- | -- | --- | --- |
| 1 | Checoslovaquia | 4 | 3 | 0 | 1 | 16 | 5  | +11 | 6   |
| 2 | Escocia        | 4 | 3 | 0 | 1 | 10 | 7  | +3  | 6   |
| 3 | Irlanda        | 4 | 0 | 0 | 4 | 3  | 17 | −14 | 0   |

| 3 de mayo de 1961 | Escocia                      | 4–1     | Irlanda     | Glasgow, Escocia   |                    |
|                   | Brand 14' 40' · Herd 59' 85' | Reporte | Haverty 52' | Árbitro(s): Guigue | Árbitro(s): Guigue |

| 7 de mayo de 1961 | Irlanda | 0–3     | Escocia                  | Dublín, República de Irlanda |                      |
|                   |         | Reporte | Young 4' 16' · Brand 86' | Árbitro(s): Grandain         | Árbitro(s): Grandain |

| 14 de mayo de 1961 | Checoslovaquia                                      | 4–0     | Escocia | Bratislava, Checoslovaquia |                     |
|                    | Pospíchal 8' 85' · Kvašňák 13' (pen.) · Kadraba 40' | Reporte |         | Árbitro(s): Steiner        | Árbitro(s): Steiner |

| 29 de septiembre de 1961 | Escocia                    | 3–2     | Checoslovaquia           | Glasgow, Escocia      |                       |
|                          | St. John 21' · Law 62' 83' | Reporte | Kvašňák 6' · Scherer 51' | Árbitro(s): Gulliksen | Árbitro(s): Gulliksen |

| 8 de octubre de 1961 | Irlanda   | 1–3     | Checoslovaquia               | Dublín, República de Irlanda |                     |
|                      | Giles 40' | Reporte | Scherer 3' · Kvašňák 61' 69' | Árbitro(s): Holland          | Árbitro(s): Holland |

| 29 de octubre de 1961 | Checoslovaquia                                                                | 7–1     | Irlanda     | Praga, Checoslovaquia |                     |
|                       | Kvašňák 8' 36' · Scherer 24' 75' · Jelínek 30' · Pospíchal 59' · Masopust 61' | Reporte | Fogarty 56' | Árbitro(s): Lundell   | Árbitro(s): Lundell |

Como Checoslovaquia y Escocia empataron en puntos, se jugó un partido de desempate en sede neutral para definir al clasificado.
| 29 de noviembre de 1961 | Checoslovaquia                                          | 4–2 (t. s.) | Escocia          | Bruselas, Bélgica  |                    |
|                         | Hledík 70' · Scherer 84' · Pospíchal 95' · Kvašňák 101' | Reporte     | St. John 38' 71' | Árbitro(s): Versyp | Árbitro(s): Versyp |

| Checoslovaquia |
| Checoslovaquia |

### Grupo 9

#### Primera ronda
Dinamarca abandonó el torneo, por lo que España avanza a la siguiente ronda.

#### Segunda ronda
Austria abandonó el torneo, por lo que el vencedor clasificaría a un repechaje contra el campeón africano.
| 19 de abril de 1961 | Gales      | 1–2     | España                         | Cardiff, Gales          |                         |
|                     | Woosnam 7' | Reporte | Rodríguez 21' · Di Stéfano 78' | Árbitro(s): Reymaeckers | Árbitro(s): Reymaeckers |

| 18 de mayo de 1961 | España    | 1–1 (Global 3-2) | Gales         | Madrid, España   |                  |
|                    | Peiró 55' | Reporte          | Allchurch 69' | Árbitro(s): Horn | Árbitro(s): Horn |

### Grupo 10
Islandia abandonó el torneo y el ganador enfretaría en un repechaje al campeón asiático.
| 4 de junio de 1961 | Yugoslavia                          | 2–1     | Polonia      | Belgrado, Yugoslavia  |                       |
|                    | Kaloperović 42' (pen.) · Kostić 49' | Reporte | Brychczy 65' | Árbitro(s): Stathatos | Árbitro(s): Stathatos |

| 25 de junio de 1961 | Polonia    | 1–1 (Global 2-3) | Yugoslavia | Chorzów, Polonia    |                     |
|                     | Szmidt 29' | Reporte          | Galić 2'   | Árbitro(s): Korelus | Árbitro(s): Korelus |

## África
Artículo principal: Clasificación de UEFA/AFC/CAF para la Copa Mundial de Fútbol de 1962

### Grupo 1
República Árabe Unida y Sudán se retiraron de la competición al no estar de acuerdo en jugar sus partidos en el periodo de huracanes.

### Grupo 2
| 30 de octubre de 1960 | Marruecos                     | 2–1 | Túnez      | Casablanca, Marruecos    |                          |
|                       | Khalfi 33' · Azhar 60' (pen.) |     | Meddeb 43' | Árbitro(s): Blanco Pérez | Árbitro(s): Blanco Pérez |

| 13 de noviembre de 1960 | Túnez                      | 2–1 (Global 3-3) | Marruecos  | Tunisia, Túnez      |                     |
|                         | Chetali 47' · Tlemçani 60' |                  | Chicha 64' | Árbitro(s): Steiner | Árbitro(s): Steiner |

Al empatar en todos, ambas selecciones jugaron un partido de desempate en sede neutral para definir al clasificado a la fase final.
| 22 de enero de 1961 | Marruecos | 1–1 (t. s.) | Túnez      | Palermo, Italia      |                      |
|                     | Azhar 36' |             | Kerrit 89' | Árbitro(s): Lo Bello | Árbitro(s): Lo Bello |

Al no haber ganador definido se procede al sorteo, que gana Marruecos.

### Grupo 3
| 28 de agosto de 1960 | Ghana                                            | 4–1 | Nigeria    | Acra, Ghana         |                     |
|                      | Acquah 18' · Boateng 44' · Fynn 54' · Salisu 55' |     | Fayemi 50' | Árbitro(s): Holland | Árbitro(s): Holland |

| 10 de septiembre de 1960 | Nigeria                         | 2–2 (Global 3-6) | Ghana          | Lagos, Nigeria          |                         |
|                          | Emenako 28' · Fayemi 75' (pen.) |                  | Acquah 14' 83' | Árbitro(s): Tschenscher | Árbitro(s): Tschenscher |

### Fase final
| 2 de abril de 1961 | Ghana | 0–0 | Marruecos | Acra, Ghana       |  |
|                    |       |     |           | Árbitro(s): Fahmy |  |

| 28 de mayo de 1961 | Marruecos  | 1–0 (Global 1-0) | Ghana | Casablanca, Marruecos    |                          |
|                    | Khalfi 37' |                  |       | Árbitro(s): Blanco Pérez | Árbitro(s): Blanco Pérez |

## Asia
Artículo principal: Clasificación de UEFA/AFC/CAF para la Copa Mundial de Fútbol de 1962
Indonesia se retiró de la competición.

### Fase final
| 6 de noviembre de 1960 | Corea del Sur            | 2–1 | Japón      | Seúl, Corea del Sur       |                           |
|                        | Chung Soon-Cheon 39' 41' |     | Sasaki 26' | Árbitro(s): Kim Duck-Chun | Árbitro(s): Kim Duck-Chun |

| 11 de junio de 1961 | Japón | 0–2 (Global 1-4) | Corea del Sur                           | Tokio, Japón         |                      |
|                     |       |                  | Chung Soon-Cheon 21' · Yoo Pan-Soon 26' | Árbitro(s): Pratlett | Árbitro(s): Pratlett |

## Repesca Europa/Asia/África
Artículo principal: Clasificación de UEFA/AFC/CAF para la Copa Mundial de Fútbol de 1962

### Europa/África
| 12 de noviembre de 1961 | Marruecos | 0–1 | España      | Casablanca, Marruecos |                    |
|                         |           |     | Del Sol 80' | Árbitro(s): Mellet    | Árbitro(s): Mellet |

| 23 de noviembre de 1961 | España                                      | 3–2 (Global 4-2) | Marruecos             | Madrid, España    |                   |
|                         | Marcelino 12' · Di Stéfano 44' · Collar 58' |                  | Riahi 40' · Azhar 64' | Árbitro(s): Jonni | Árbitro(s): Jonni |

| Bandera de España |
| España            |

### Europa/Asia
| 8 de octubre de 1961 | Yugoslavia                                                  | 5–1 | Corea del Sur      | Belgrado, Yugoslavia  |                       |
|                      | Čebinac 42' · Šekularac 54' 70' · Radaković 67' · Galić 89' |     | Chug Sun-cheon 82' | Árbitro(s): Ioannidis | Árbitro(s): Ioannidis |

| 26 de noviembre de 1961 | Corea del Sur   | 1–3 (Global 2-8) | Yugoslavia                   | Seúl, Corea del Sur      |                          |
|                         | Yoo Pan-sun 61' |                  | Galić 17' 27' · Jerković 89' | Árbitro(s): Mak Xeun Fei | Árbitro(s): Mak Xeun Fei |

| Yugoslavia |
| Yugoslavia |

## Sudamérica
Brasil y Chile se clasificaron automáticamente, mientras que Paraguay tiene que jugar un repechaje, contra un representante de la Concacaf.

### Llave 1
| 4 de diciembre de 1960 | Ecuador                     | 3–6 | Argentina                                                                       | Guayaquil, Ecuador               |                                  |
|                        | Spencer 81' · Raffo 83' 85' |     | Corbatta 5' (pen.) 40' · Pando 12' · Sosa 14' · Sanfilippo 47' · Ramaciotti 75' | Árbitro(s): Carlos Robles Robles | Árbitro(s): Carlos Robles Robles |

| 17 de diciembre de 1960 | Argentina                                                                     | 5–0 (Global 11-3) | Ecuador | Buenos Aires, Argentina          |                                  |
|                         | Gómez 6' (a.g.) · Sanfilippo 53' · Corbatta 55' (pen.) · Sosa 75' · Pando 89' |                   |         | Árbitro(s): Carlos Robles Robles | Árbitro(s): Carlos Robles Robles |

| Bandera de Argentina |
| Argentina            |

### Llave 2
| 15 de julio de 1961 | Bolivia     | 1–1 | Uruguay     | La Paz, Bolivia                  |                                  |
|                     | Alcócer 54' |     | Cubilla 23' | Árbitro(s): Carlos Robles Robles | Árbitro(s): Carlos Robles Robles |

| 30 de julio de 1961 | Uruguay                   | 2–1 (Global 3-2) | Bolivia     | Montevideo, Uruguay              |                                  |
|                     | Cabrera 3' · Escalada 39' |                  | Camacho 65' | Árbitro(s): Carlos Robles Robles | Árbitro(s): Carlos Robles Robles |

| Uruguay |
| Uruguay |

### Llave 3
| 30 de abril de 1961 | Colombia    | 1–0 | Perú | Bogotá, Colombia                 |                                  |
|                     | Escobar 27' |     |      | Árbitro(s): Jorge Luis Praddaude | Árbitro(s): Jorge Luis Praddaude |

| 7 de mayo de 1961 | Perú              | 1–1 (Global 1-2) | Colombia     | Estadio Nacional, Lima, Perú |                            |
|                   | Delgado 3' (pen.) |                  | González 68' | Árbitro(s): Esteban Marino   | Árbitro(s): Esteban Marino |

| Colombia |
| Colombia |

## Norteamérica, Centroamérica y el Caribe

### Grupo 1
Canadá se retiró de la competición.
| 6 de noviembre de 1960 | Estados Unidos                               | 3:3 (1:3) | México                      | Wrigley Field, Los Ángeles |                       |
|                        | Bicek 31' (pen.) · Fister 58' · Zerhusen 84' |           | Mercado 8' · Reyes 17', 21' | Árbitro(s): Dan Kulai      | Árbitro(s): Dan Kulai |

| 13 de noviembre de 1960 | México                            | 3:0 (3:0) | Estados Unidos | Estadio Olímpico Universitario, Ciudad de México |                             |
|                         | Mercado 5' · Reyes 35' · Díaz 38' |           |                | Árbitro(s): Gabriel Sanchez                      | Árbitro(s): Gabriel Sanchez |

### Grupo 2
| #  | País       | J | G | E | P | GF | GC | GD | Pts |
| -- | ---------- | - | - | - | - | -- | -- | -- | --- |
| 1= | Costa Rica | 4 | 2 | 1 | 1 | 13 | 8  | +5 | 5   |
| 1= | Honduras   | 4 | 2 | 1 | 1 | 5  | 7  | −2 | 5   |
| 3  | Guatemala  | 4 | 0 | 2 | 2 | 7  | 10 | −3 | 2   |

| 21 de agosto de 1960 | Costa Rica                 | 3:2 (1:2) | Guatemala                 | Estadio Nacional, San José        |                                   |
|                      | Rojas 28' · Ulloa 52', 58' |           | Espinoza 1' · Masella 35' | Árbitro(s): José Antonio Sundheim | Árbitro(s): José Antonio Sundheim |

| 28 de agosto de 1960 | Guatemala                              | 4:4 (1:2) | Costa Rica                        | Estadio Mateo Flores, Ciudad de Guatemala |                                   |
|                      | Contreras 13', 49', 79' · Espinoza 63' |           | Jiménez 18', 57' · Ulloa 35', 81' | Árbitro(s): José Antonio Sundheim         | Árbitro(s): José Antonio Sundheim |

| 4 de septiembre de 1960 | Honduras              | 2:1 (2:0) | Costa Rica    | Estadio Nacional, Tegucigalpa     |                                   |
|                         | Suazo 10' · Leaky 21' |           | Rodríguez 46' | Árbitro(s): José Antonio Sundheim | Árbitro(s): José Antonio Sundheim |

| 11 de septiembre de 1960 | Costa Rica                                                 | 5:0 (3:0) | Honduras | San José, Costa Rica              |                                   |
|                          | Jiménez 31', 34' · Ulloa 42' · Rodríguez 69' · Pearson 85' |           |          | Árbitro(s): José Antonio Sundheim | Árbitro(s): José Antonio Sundheim |

| 25 de septiembre de 1960 | Honduras  | 1:1 (0:1) | Guatemala     | Estadio Nacional, Tegucigalpa |                            |
|                          | Suazo 59' |           | Contreras 28' | Árbitro(s): Ricardo Mendez    | Árbitro(s): Ricardo Mendez |

| 2 de octubre de 1960                                                        | Guatemala | 0:2 | Honduras | Estadio Mateo Flores, Ciudad de Guatemala |  |
| La FIFA le dio la victoria a Honduras por 2–0 por el walkover de Guatemala. |           |     |          |                                           |  |

Como Costa Rica y Honduras empataron en puntos se jugó un partido de desempate en sede neutral para decidir al clasificado a la fase final.
| 14 de enero de 1961 | Costa Rica    | 1:0 (1:0) | Honduras | Estadio Mateo Flores, Ciudad de Guatemala                   |                                                             |
|                     | Rodríguez 30' |           |          | Asistencia: 23 340 espectadores Árbitro(s): Fernando Buergo | Asistencia: 23 340 espectadores Árbitro(s): Fernando Buergo |

### Grupo 3
| 2 de octubre de 1960 | Guayana Neerlandesa | 1:2 (1:1) | Antillas Neerlandesas | Estadio Nacional, Paramaribo |                           |
|                      | Leo H. 34'          |           | Donals 43', 76'       | Árbitro(s): Ovidio Orrego    | Árbitro(s): Ovidio Orrego |

| 27 de noviembre de 1960 | Antillas Neerlandesas | 0:0 (Global 2:1) | Guayana Neerlandesa | Estadio del Rif, Willemstad |  |
|                         |                       |                  |                     | Árbitro(s): Arturo Yamasaki |  |

### Fase Final
| # | País                  | J | G | E | P | GF | GC | GD  | Pts |
| - | --------------------- | - | - | - | - | -- | -- | --- | --- |
| 1 | México                | 4 | 2 | 1 | 1 | 11 | 2  | +9  | 5   |
| 2 | Costa Rica            | 4 | 2 | 0 | 2 | 8  | 6  | +2  | 4   |
| 3 | Antillas Neerlandesas | 4 | 1 | 1 | 2 | 2  | 13 | −11 | 3   |

| 22 de marzo de 1961 | Costa Rica | 1:0 (0:0) | México | Estadio Nacional, San José     |                                |
|                     | Gobán 51'  |           |        | Árbitro(s): Eunapio de Queiroz | Árbitro(s): Eunapio de Queiroz |

| 29 de marzo de 1961 | Costa Rica                                                           | 6:0 (4:0) | Antillas Neerlandesas | Estadio Nacional, San José       |                                  |
|                     | Ulloa 12' · Quesada 28', 89' · Rojas 33' · Rodríguez 42' · Monge 50' |           |                       | Árbitro(s): Alberto Tejada Burga | Árbitro(s): Alberto Tejada Burga |

| 5 de abril de 1961 | México                                                    | 7:0 (2:0) | Antillas Neerlandesas | Estadio Olímpico Universitario, Ciudad de México |                            |
|                    | Flores 28', 52', 64' · Reyes 45', 75' · González 65', 80' |           |                       | Árbitro(s): Raymond Morgan                       | Árbitro(s): Raymond Morgan |

| 12 de abril de 1961 | México                                      | 4:1 (2:0) | Costa Rica | Estadio Olímpico Universitario, Ciudad de México |                                   |
|                     | Flores 1' · Cárdenas 32' · Mercado 78', 89' |           | Ulloa 54'  | Árbitro(s): José Antonio Sundheim                | Árbitro(s): José Antonio Sundheim |

| 23 de abril de 1961 | Antillas Neerlandesas | 2:0 (2:0) | Costa Rica | Estadio del Rif, Willemstad |                            |
|                     | Loran 30', 34'        |           |            | Árbitro(s): Isidro Trapote  | Árbitro(s): Isidro Trapote |

| 21 de mayo de 1961 | Antillas Neerlandesas | 0:0 | México | Estadio del Rif, Willemstad |  |
|                    |                       |     |        | Árbitro(s): Leo Goldstein   |  |

## Repesca América
| 29 de octubre de 1961 | México    | 1:0 (0:0) | Paraguay | Estadio Olímpico Universitario, Ciudad de México               |                                                                |
|                       | Reyes 66' |           |          | Asistencia: 80 000 espectadores Árbitro(s): Walter van Rosberg | Asistencia: 80 000 espectadores Árbitro(s): Walter van Rosberg |

| 5 de noviembre de 1961 | Paraguay | 0:0 (Global 0:1) | México | Estadio Defensores del Chaco, Asunción                        |  |
|                        |          |                  |        | Asistencia: 25 000 espectadores Árbitro(s): Pablo Victor Vaga |  |

| Bandera de México |
| México            |

## Equipos clasificados
| N.º | Equipo           | Detalle                                             | Fecha de clasificación   | Part. | Cons. | Última | Mejor presentación                     |
| --- | ---------------- | --------------------------------------------------- | ------------------------ | ----- | ----- | ------ | -------------------------------------- |
| 1   | Chile            | Anfitrión                                           | 10 de junio de 1956      | 3     | 1     | 1950   | Primera ronda (1930, 1950)             |
| 2   | Brasil           | Campeón de la Copa Mundial de Fútbol de 1958        | 29 de junio de 1958      | 7     | 7     | 1958   | Campeón (1958)                         |
| 3   | Argentina        | Ganador del Grupo 1 de la Clasificación de Conmebol | 17 de diciembre de 1960  | 4     | 2     | 1958   | Subcampeón (1930)                      |
| 4   | Colombia         | Ganador del Grupo 3 de la Clasificación de Conmebol | 7 de mayo de 1961        | 1     | 1     | Debut  | Sin participaciones previas            |
| 5   | Uruguay          | Ganador del Grupo 2 de la Clasificación de Conmebol | 30 de julio de 1961      | 4     | 1     | 1954   | Campeón (1930, 1950)                   |
| 6   | Hungría          | Ganador del Grupo 4 de la Clasificación de UEFA     | 10 de septiembre de 1961 | 5     | 3     | 1958   | Subcampeón (1938, 1954)                |
| 7   | Alemania Federal | Ganador del Grupo 3 de la Clasificación de UEFA     | 17 de octubre de 1961    | 5     | 3     | 1958   | Campeón (1954)                         |
| 8   | Inglaterra       | Ganador del Grupo 6 de la Clasificación de UEFA     | 25 de octubre de 1961    | 4     | 4     | 1958   | Cuartos de final (1954)                |
| 9   | Italia           | Ganador del Grupo 7 de la Clasificación de UEFA     | 4 de noviembre de 1961   | 5     | 1     | 1954   | Campeón (1934, 1938)                   |
| 10  | México           | Ganador de la repesca de Concacaf/Conmebol          | 5 de noviembre de 1961   | 5     | 4     | 1958   | Primera ronda (1930, 1950, 1954, 1958) |
| 11  | Unión Soviética  | Ganador del Grupo 5 de la Clasificación de UEFA     | 12 de noviembre de 1961  | 2     | 2     | 1958   | Cuartos de final (1958)                |
| 12  | Bulgaria         | Ganador del Grupo 2 de la Clasificación de UEFA     | 16 de noviembre de 1961  | 1     | 1     | Debut  | Sin participaciones previas            |
| 13  | Suiza            | Ganador del Grupo 1 de la Clasificación de UEFA     | 21 de noviembre de 1961  | 5     | 1     | 1954   | Cuartos de final (1934, 1938, 1954)    |
| 14  | España           | Ganador de la repesca de CAF/UEFA                   | 23 de noviembre de 1961  | 3     | 1     | 1950   | Cuarto lugar (1950)                    |
| 15  | Yugoslavia       | Ganador de la repesca de AFC/UEFA                   | 26 de noviembre de 1961  | 5     | 4     | 1958   | Cuarto lugar (1930)                    |
| 16  | Checoslovaquia   | Ganador del Grupo 8 de la Clasificación de UEFA     | 29 de noviembre de 1961  | 5     | 3     | 1958   | Subcampeón (1934)                      |